# Vasile Dîba
Vasile Dîba (Jurilovca, 1954. július 24. – Bukarest, 2024. február 20.) olimpiai és világbajnok román kajakozó.

## Pályafutása
Három olimpián vett részt. Az 1976-os montréali játékokon kajak egyes 500 méteren arany-, 1000 méteren bronzérmes lett. Az 1980-as moszkvai olimpián kajak négyesben ezüst-, egyes 500 méteren bronzérmet szerzett. Utolsó olimpiáján, az 1984-es Los Angeles-i játékokon kajak egyes 500 méteren negyedik-, 1000 méteren hetedik helyezett lett. 1974 és 1978 között a világbajnokságokon öt arany-, két ezüstérmet nyert.

## Sikerei, díjai
- Olimpiai játékok
  - aranyérmes: 1976, Montréal (K-1 500 m)
  - ezüstérmes: 1980, Moszkva (K-4 1000 m)
  - bronzérmes (2): 1976, Montréal (K-1 1000 m), 1980, Moszkva (K-1 500 m)
- Világbajnokság
  - aranyérmes (5): 1974 (K-1 500 m és 4×500 m), 1977 (K-1 500 m és 1000 m), 1978 (K-1 500 m)
  - ezüstérmes (2): 1975 (K-1 500 m és 4×500 m)